# G-FREAK FACTORY
G-FREAK FACTORY（ジー・フリーク・ファクトリー）は、日本のロックバンド。所属レーベルはBADASS。

## 来歴
1997年、地元群馬にて結成。
デビュー前にKottonmauth KingsやBAD BRAINSの来日公演のサポートアクトに出演。
結成当初はミクスチャーサウンドだったが、その後レゲエサウンドを基軸に、ロック、ダブを取り入れたサウンド「DREAD ROCK」を日本で初めて形にして衝撃を与える。
2012年9月に「GUNMA ROCK FESTIVAL 2012」をグリーンドーム前橋で開催し、SOLD OUTし大成功をおさめる。その後、2013年、2014年と2年連続で開催。以降、イベントの名称を「GUNMA ROCK FESTIVAL」から「山人音楽祭」へと変え、2016年、2017年とヤマダグリーンドーム前橋にて開催。
2018年2月25日、新宿LOFTで行われた“風林花山”TOURファイナルをもって、家坂清太郎（Dr.）が脱退。
同年4月5日、渡部“PxOxN”寛之（Dr.）が正式メンバーとして加入。
同年、“カモメトサカナ”TOUR 2018を開催。ツアーファイナルはキャリア史上初となる日比谷野外大音楽堂でのワンマンライブを同年7月21日に開催。
2018年9月22日、23日には「山人音楽祭2018」が初の2日間での開催となった。
2019年5月15日、両A面シングル『FLARE/Fire』をリリース。同年6月より"FLARE/Fire"TOUR 2019を開催。
同ツアーのファイナルシリーズとなる東名阪ワンマン公演が2020年1月より開催。同年2月2日、ツアーファイナルとなる渋谷TSUTAYA O-EASTでの公演はSOLD OUTを記録している。
2020年9月26日、27日「山人音楽祭2020」開催を予定していたが、新型コロナウイルス感染拡大の状況を受け、開催中止となった。
2020年7月15日最新アルバム「VINTAGE」を発売。
2020年11月18日ライブDVD｢“FLARE/Fire” TOUR 2019-Final- 2020.2.2 Shibuya TSUTAYA O-EAST｣を発売。
これは2020年2月2日渋谷TSUTAYA O-EASTで開催された“FLARE/Fire”TOURファイナルを完全映像化した作品となっている。
2020年7月15日発売した最新アルバム「VINTAGE」の全国ツアーを新型コロナウイルス感染拡大の為、2021年1月からの開催予定が前半は中止となるが感染症対策を行いつつ再開し、2021年6月26日にZepp DiverCity(TOKYO)にてツアーファイナルを開催した。
2022年に結成25周年を迎え、VINTAGE TOURで中止になった箇所を回るVINTAGE TOUR 2022-REVENGE-を開催。
2022年9月14日にはNEW SINGLE「Dandy Lion」を発売して25周年記念ワンマンライブを10月23日に日比谷野外大音楽堂にて開催しSOLD OUT、そして高崎芸術劇場にて12月3日山人音楽祭2022、12月4日Dandy Lion TOUR 2022を開催して大成功をおさめた。
この公演をもって、ドラムの渡部“P×O×N”寛之が脱退した。 
2023年3月 LIVE DVD「25th ANNIVERSARY ONE MAN LIVE 2022.10.23 日比谷野外大音楽堂」 を発売 。
2023年9月6日NEW SINGLE「RED EYE BLUES」発売決定。
今シングルからサポートドラマーだった Leo が正式メンバーとして加入。
2024年9月4日にアルバム「HAZE」(読:ヘイズ)を発売し、2024年10月から全国ツアーを開催。

## メンバー
茂木 洋晃 - ボーカル・ハープ。
- 群馬県碓氷郡松井田町出身。1974年11月9日生まれ。BRAHMANのTOSHI-LOWと同じ生年月日で同じ血液型である。

原田 季征 - ギター・コーラス。
- 群馬県碓氷郡松井田町出身。
- 立ち位置は向かって右側(上手)。
- 作曲、編曲担当。
- メンバーの中で1番身長が高く、180cmを超えており、足の大きさも30cmと大きめ。
- 小中と野球部に所属。
- ライブで主に使用するギターは、YAMAHAのSG1000、SG2000、revstar、フェンダー社のテレキャスターシンライン。

吉橋"yossy"伸之 - ベース・コーラス。
- 東京都世田谷区出身。2001年脱退。2008年6月18日正式復帰。
- 立ち位置は向かって左側(下手)。

岩本"leo"怜王 - ドラムス。
- 2023年6月30日加入。
- 1997年12月2日生まれ。
- 静岡県出身。
- Bajaのドラムスも兼務している。

### 旧メンバー
金子 隆海 - ドラム・コーラス。
- 群馬県佐波郡玉村町出身。

鴨居 哲也 - キーボード・メロディオン。
- 埼玉県大里郡妻沼町出身。

家坂 清太郎 - ドラム・コーラス。
- 2008年6月18日正式加入。2018年2月25日をもって脱退。

渡部“PxOxN”寛之 - ドラム・コーラス。
- 元LONG SHOT PARTY。2018年6月6日正式加入。2022年12月4日をもって脱退。

## 出演

### ミュージックビデオ
- LOW IQ 01「Thorn in My Side」（2019年）
- 桐生信用金庫コーポレートビデオ「ALL FOR SMILE」 （2024）

## 主なライブ

### ワンマンライブ・主催イベント
- 2003年06月 - 自主企画 "MAD SOULCONNECTION"
- 2004年01月 - 島生民TOUR〜2004
- 2004年10月 - 心のROOTSを探す旅〜2004〜
- 2007年12月 - 自主企画"I scream"
- 2008年09月 - COLOSSEUMVol.001
- 2009年 - 自主企画"I scream vol.02"
- 2012年 - G-FREAK FACTORY "EVEN" TOUR 2012
w/OVER ARM THROW/HAWAIIAN6/ROTTENGRAFFTY
- 2013年 - G-FREAK FACTORY "RE-PRAY" TOUR 2013
w/EGG BRAIN, UNLIMITS
- 2013年08月31日〜2014年03月29日 - G-FREAK FACTORY "S.O.S" TOUR 2013-2014
- 2014年07月26日〜2014年12月07日 - G-FREAK FACTORY "fact" TOUR 2014
w/ATATA/kamomekamome/rega/No Hitter/OVER ARM THROW/Largenal Nature/locofrank/MOROHA/BUZZ THE BEARS/OLEDICKFOGGY/SPREAD/SUNSET BUS/Ska Freaks/COUNTRY YARD/GOOD4NOTHING/ARTIFACT OF INSTANT/FREE KICK/Northern19/Judgement Ship/WEED
- 2014年12月13日〜2014年12月21日 - G-FREAK FACTORY“fact”TOUR 2014 FINAL SERIES
w/SHANK/locofrank/HOTSQUALL/Dizzy Sunfist/NUBO/GOOD4NOTHING
- 2015年04月11日 - G-FREAK FACTORY presents "MAD SOUL CONNECTION" vol.22
w/Interloper / LOVESTRUCK / Re:Turn / STOMPIN' BIRD
- 2015年04月12日 - G-FREAK FACTORY presents "MAD SOUL CONNECTION" vol.23
w/STOMPIN' BIRD
- 2016年04月22日〜06月26日 - G-FREAK FACTORY "Too oLD To KNoW" TOUR 2016
- 2016年10月1日〜12月16日 - G-FREAK FACTORY “ダディ・ダーリン” TOUR 2016
- 2017年3月18日〜6月4日- G-FREAK FACTORY “FREAKY” TOUR 2017
- 2017年6月11日〜6月24日 - G-FREAK FACTORY “FREAKY” TOUR 2017　-FINAL SERIES-
- 2017年9月2日〜2018年2月25日 - G-FREAK FACTORY“風林花山” TOUR 2017-2018
- 2018年6月8日〜7月1日 - G-FREAK FACTORY "カモメトサカナ" TOUR
- 2018年7月21日 - G-FREAK FACTORY “カモメトサカナ” TOUR FINAL 日比谷野外音楽堂

- 2019年6月9日～12月22日 - G-FREAK FACTORY"FLARE/Fire"TOUR2019
w/TETORA / NUBOほか
- 2020年1月18日～2月2日 - G-FREAK FACTORY “FLARE/Fire” TOUR 2019 Final Series -ONE MAN-
- 2020年4月4日～4月12日 - G-FREAK FACTORY “Revenge of the Giant” TOUR 2020
※開催中止
- 2021年1月16日～4月18日 - G-FREAK FACTORY “VINTAGE” TOUR 2021
※開催公演：金沢、仙台、郡山、高崎、福岡、鹿児島、札幌、函館、京都、広島
※中止公演：名古屋、神戸、長野、水戸、栃木、埼玉、静岡、新潟、高松、徳島、横浜、千葉、青森、秋田、仙台
- 2021年6月26日 - G-FREAK FACTORY “VINTAGE” TOUR 2021-Final-Zepp DiverCity(TOKYO)
※5月23日振替公演
- 2022年5月21日～9月3日 - G-FREAK FACTORY “VINTAGE” TOUR 2022-REVENGE-
- 2022年10月23日 - G-FREAK FACTORY 25th ANNIVERSARY ONE MAN LIVE ⽇⽐⾕野外大音楽堂
- 2022年10月1日～12月3日 - G-FREAK FACTORY“Dandy Lion” TOUR 2022
※開催公演：苫小牧、金沢、新潟、仙台、高崎
※中止公演：宮古、大船渡、名古屋、福井、長野、福岡、広島、京都、大阪